# Tuzsér
Tuzsér nagyközség Szabolcs-Szatmár-Bereg vármegyében, a Záhonyi járásban.

## Fekvése
A vármegye északkeleti részén, a Tisza mellett, annak bal parti oldalán, a Rétközben fekszik. Szomszédai: észak felől Tiszabezdéd, kelet felől Mándok, dél felől Komoró, nyugat felől pedig a Tisza túlsó partján fekvő Zemplénagárd.

### Megközelítése
A település területén, nagyjából dél-északi irányban végighúzódik a 4-es főút, így ez a legfontosabb közúti megközelítési útvonala a legközelebbi városok (Kisvárda és Záhony) felől éppúgy, mint az ország távolabbi részei felől. Központján a 38 143-as számú mellékút halad végig, a környező települések közül Mándokkal a 4112-es út köti össze és érinti a területét még a 4145-ös út is.
A hazai vasútvonalak közül a települést a (Budapest–)Budapest–Záhony-vasútvonal érinti, amelynek egy megállási pontja van itt. Tuzsér vasútállomás a központtól keletre helyezkedik el, közúti elérését a 4-es főútból kiágazó 38 323-as számú mellékút teszi lehetővé.

## Története
Tuzsér és környéke már a bronzkorban is lakott hely volt, melyet az ásatások során itt talált bronzkori és honfoglalás kori leletek bizonyítanak: a hajdan itt állt földvár területén bronzkori leleteket (i. e. 1900-1100) találtak, majd a népvándorlás korában (i. sz. 400-800-ig itt élő népek a nagyobb védelem érdekében földvárat emeltek lakhelyük köré. A Tisza mentén több ilyen földvár épült, melyek egyike a tuzséri földvár volt, melyet a honfoglalás körül itt megtelepedett népesség épített. Az egykori földvár környékén egy 1900-ban szőlőtelepítés alkalmával végzett földmunka során az egyik észak-déli irányú homokdombon az un. Boszorkány hegyen egyetlen sorban hat honfoglalás kori sírt találtak, egymástól 1,5–2 m távolságra. A területen Jósa András régész-orvos és Vidovich László főszolgabíró végezte el az ásatásokat.

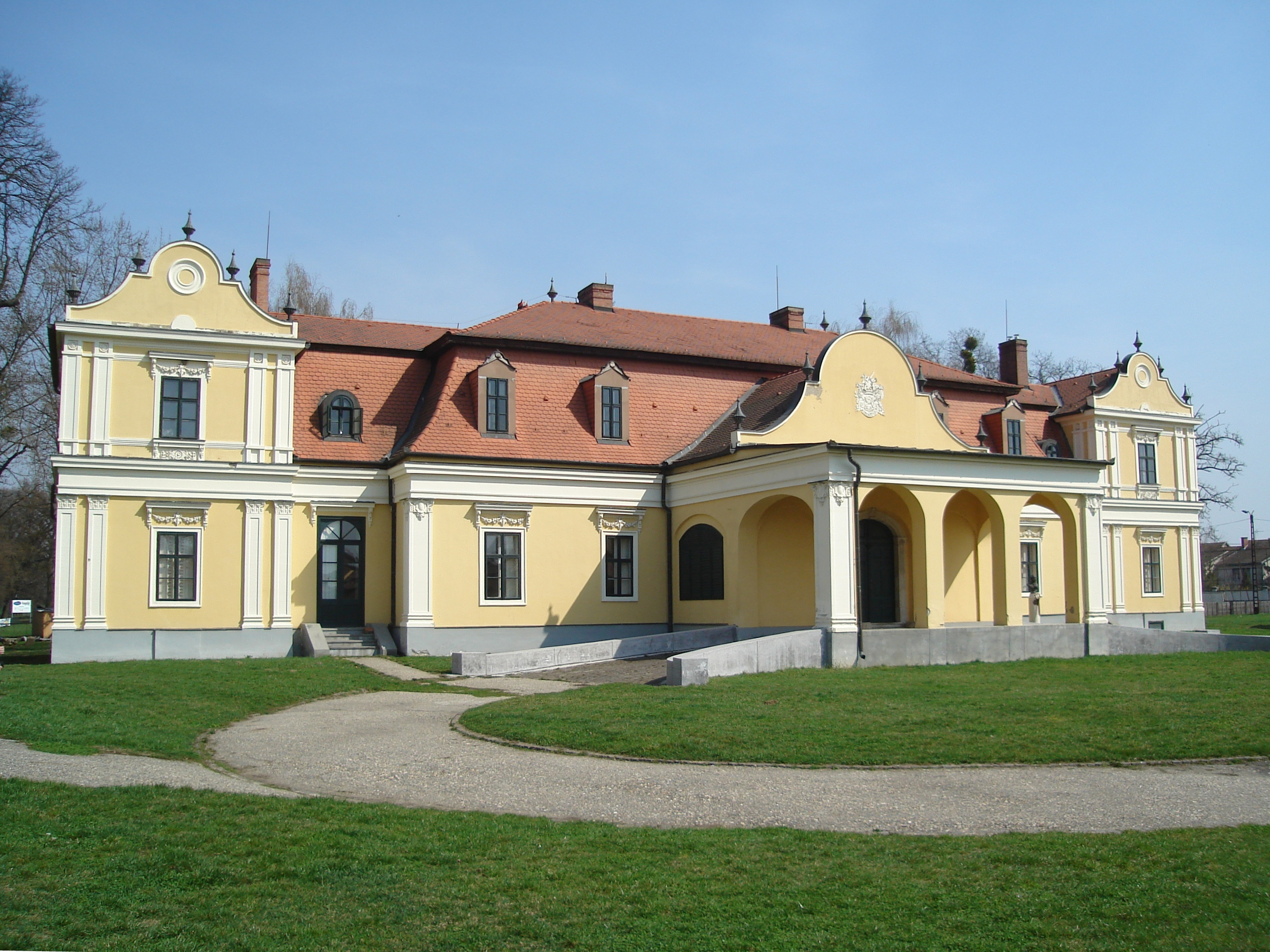
A Lónyay-kastély

Az 1. sírban nem találtak leletet, a másodikban két nyílcsúcsot, a harmadikban fenőkövön és kován kívül csiholót és két vaskést találtak. Az ősi halotti kultusz értelmében minden halottnak meg kellett adni a szükséges felszerelést, mert hiedelmük szerint annyi lesz neki a másvilágon, amennyit magával visz. Azt tartották, hogy ha a halott nem kapja meg, amihez joga van, szelleme visszajár és szerencsétlenséget hoz az élőkre. Egy halott mellé azonban sohasem tettek két felszerelést.
A 3. sírból két csiholó és két kés azzal magyarázható, hogy egy korábban elhunyt hiányos felszerelésének kiegészítőjét – a zaklatástól való félelem miatt – az új halottal küldték utána a másvilágra.
A 4. sírban a csontváz kézízülete fölött egy zöld-rozsda csík jelezte, hogy a halott karperecet viselt, bár ez csak egy elenyészett papírvékonyságú ezüstpánt mint a halotti ruha kiegészítője lehetett. A két utolsó sír érintetlen volt.
Az 5.-ből hajkarika és vaspántos csontlemez borítással díszített tegez került elő, melyet a fenekén vékony abronccsal erősítettek meg őseink. A tegez szájában négy nyílcsúcs az eredeti helyén volt, kettőt már kihúztak, hogy készenlétben legyen a veszélyes úton.
A leggazdagabb a 6. sír volt: ebben a halottat ékes halotti ruhában temették el, ezt jelezte a mellkason lévő hártyavékony ezüst lemezecske is. A sír megőrizte a halott varkocskarikáját és övfelszerelésének maradványait is. Innen került elő l ezüstből készült vörösréz hátlappal erősített sima, dísztelen tarsolylemez is, benne a tarsollyal, melynek a szélein körben domború fejű szögecskék, illetve középtengelyében alul és felül két-két rozetta is volt. A tarsolyban tűzkövet és egy csontnyelű kis vaskést találtak.
A leletek között volt még egy tegez hat nyílással, melyek közül öt hegyes, keskeny, négy élű, míg a hatodiknak a lapja széles, legyező formájú, éle pedig ívelt. A honfoglalás kori értékes leletek a nyíregyházi Jósa András Múzeum tulajdonába kerültek. E leletek is bizonyítják, hogy Tuzsér területe és környéke már a honfoglalás idején is a határt alkotó gyepűrendszer fontos része volt.

### Tuzsér birtokosai a 13. és 20. század között
Szabolcs vármegye név szerint ismert legrégibb települései a 10-11. században jöttek létre. A Hazai Okmánytár Tuzsérra vonatkozó legkorábbi 1212-es adata még a zsurki uradalom részeként említette a települést.
A tatárjárás idején (1241) Tuzsér területe lakatlan, erdővel benőtt, számos érrel átszelt vidék volt, határában azonban már létezett egy Kálonga nevű község, melyet a tatárok pusztítottak el, lakói pedig a Tisza-menti jó búvóhelyül szolgáló erdőségekbe menekültek, később itt kezdtek el építkezni. Ekkor jött létre Tuzsér régi települése.
1270-ben Szabolcs megyében az oklevelek már említették a Bastech nevű nemzetséget. E nemzetségből származó Renold tárnokmester ebben az évben kapta meg Tuzsért V. István adományaként, az adományt 1273-ban IV. László király megerősítette, de Tuzséri Benedek tiltakozott a megerősítés ellen, a család mégis megtartotta birtokát, majd Peres Miklós csicsvai várnagynak adta.
1339-ben a birtok ismét a Bastech nemzetség kezén van és a Rozgonyi család kapja (Rozgonyi család Renoldtól származik).
1355-ben a Várdai családból való János és fiai talán az itteni birtokos Tuzséri család révén megszerezték meg a tuzséri birtok Bezdéd felőli részét, majd pedig elcserélték Losonczi Dénes unokájával Tamással. Ez a terület akkor Geusthüsera néven volt ismeretes, míg a Rozgonyi részt Renoldthusérának nevezték.
A Várdai és Rozgonyi család leszármazottai sokat pereskedtek a Tuzséri család tagjaival, ugyanakkor a Tuzséri családbeliek is viszálykodtak egymással.
1387-ben a Tuzsériak ellenezték Várdai Domokos beiktatását.
1389-ben Mária királynő azzal a kéréssel fordult Losonczi László bánhoz, hogy Twsyr-i Lukács özvegyét, László fia Györgyöt és Miklós fia Miklóst (akiket védelmébe fogadott), védelmezze meg birtokaikban.
1390-ben a Tuzsériak Várdai Zsigmond ellen pereskedtek a tuzséri birtokrész és három halastó miatt, de s pert István nádor elhalasztotta. A pereskedés a 15. században is folytatódott.
1406-ban Twsyr-i Miklós fia diák és László fia György révjoguk elismeréséért fordultak az uralkodóhoz. Kérésüket azzal indokolták, hogy emberemlékezet óta Salmon és Leanwar birtokok között in fluvió Ticie Twsyr birtokon révjük volt, de azt a Homanna-i Kyswarda-i nemesek lerontották. Ezt az alispán és a szolgabírák 1406. június 30-án Szabolcs megye királyi parancsra tartott közgyűlésén Perényi Péter máramarosi ispán előtt esküvel is bizonyították.
A fennmaradt adatokból következően a tuzséri birtokon kívül, a Várdai és Rozgonyi családnak is volt itt birtoka, a Tuzséri család tagjai, név szerint Twsyr-i Miklós fia Miklós, László fia György és Twsyr-i Lukács között is fel volt osztva. Twsyr-i Lukács halála után özvegye és leánya kezébe került Tuzsér harmada hozomány, nászajándék és leánynegyed címén. Miklós és György Lukács birtokrészét is az övékéhez szerette volna csatolni, ennek fejében 50 Ft-ot ajánlottak fel az özvegynek és leányának.
1407. január 6-án Zsigmond király Twayr-i Miklós fia Miklós diáknak és László fia György diáknak szolgálatukért új adományként adta Twsyr-i Papthowa Kathynya és Elewthow nevű halastavak felét, azt a részt, ami az ő birtokrészéhez tartozott Agary Lőrinc fia Antalnak azzal a kikötéssel, hogy ő, vagyis fiai, vagy Miklós diák az elzálogosított részeket bármikor visszaválthatják.
1410. május 29-én Zsigmond király Rozgonyi Miklós fiainak többek között a Tuzsér birtok adományázásáról szóló 1270. évi oklevelét megerősítette és 1410. június 29-én elrendelte, hogy a szepesi káptalan új adomány címén iktassa be őket a birtokba.
Twsyr-i Miklós fia, Miklós diák és László fia György egymással folytatott pereskedéseire lehet következtetni egy 1412-es adatból, mely szerint 1412. január 20-án megtartott Szabolcs és Bereg megyei nádori közgyűlésen Garai Miklós nádor előtt megegyeznek a Twsyr-i Lukácsé és fiai rddigi birtokai mellé még megkapja a Sebesfolyó nevű vízeret, amely a Ragozna halastóba ömlik és a rajta lévő malomhelyet is.
György birtoka a Kachyna és Charbolcha nevű halastavak közti terület s a rajta lévő malomhely. György részén egy állati igával forgatott un. Zarrazmalum is van, s ezért György: hozzájárult, hogy Miklós diák a saját megőrlésre kerülő gabonája után itt ne adjon vámot.
Mint a fent leírtak mutatják a 15. századi birtokosokról elég sok adat maradt, a 16. és 17. századiakról azonban nem sok mindent tudunk.
1588-ban 21 jobbágy lakott Tuzséron, 1611-ben Nyáry Pál kapta meg a Várdai örökségből királyi adománylevéllel. A 17. században a Várdai örökség részeseként a Serédy és Melith családok birtokolták. Serédy Benedeknek 12 lakott jobbágytelke volt itt, de ezeket az államkincstár (fiscus) elkobozta, majd később 1687-ben visszaadta a felét fiának, Gáspárnak. A század végén a kisnemes birtokos Borsy Pálnak is élt itt néhány jobbágya.
A 18. században több birtokosa is volt a falunak. Az 1772-es adatok szerint Lónyai Zsigmondné, Krucsay László, báró Dőry László, Ormos Imre és Komjáthy Jakab is földesura volt a falunak.
Az 1784 és 1787 közötti első magyarországi népszámlálás idején Lónyay Ferenc birtoka volt. A jobbágyfelszabadításkor Lónyay Menyhért és örökösei és Szirmay Gyula, az 1900-as évek elején pedig gróf Forgách Margit lett a falu birtokosa.

## Közélete

### Polgármesterei
- 1990–1994: Révész László (független)[3]
- 1994–1998: Révész László (független)[4]
- 1998–2002: Révész László (független)[5]
- 2002–2006: Révész László (független)[6]
- 2006–2010: Révész László (független)[7]
- 2010–2013: Dankó József (független)[8]
- 2013–2014: Ferkovics Tibor (Jobbik)[9]
- 2014–2019: Ferkovics Tibor (Jobbik)[10]
- 2019–2024: Ferkovics Tibor (független)[11]
- 2024– : Ferkovics Tibor (független)[1]

A településen 2013. november 10-én időközi polgármester-választást tartottak, az előző polgármester halála miatt. A választáson kifejezetten sok, hét jelölt indult a polgármesteri posztért.

## Népesség
A település népességének változása:
| Lakosok száma | 3418 | 3397 | 3444 | 3362 | 3205 | 3223 | 3194 |
|               | 2013 | 2014 | 2015 | 2021 | 2022 | 2023 | 2024 |

A 2011-es népszámlálás során a lakosok 94,9%-a magyarnak, 36,6% cigánynak, 0,3% ukránnak mondta magát (5,1% nem nyilatkozott; a kettős identitások miatt a végösszeg nagyobb lehet 100%-nál). A vallási megoszlás a következő volt: római katolikus 6,7%, református 65%, görögkatolikus 5,2%, felekezeten kívüli 6,9% (8,4% nem válaszolt).
2022-ben a lakosság 93,7%-a vallotta magát magyarnak, 33,4% cigánynak, 1% ukránnak, 0,2% ruszinnak, 0,1-0,1% lengyelnek, németnek, bolgárnak, örménynek, bolgárnak, szlováknak és szlovénnek, 0,9% egyéb, nem hazai nemzetiségűnek (5,8% nem nyilatkozott; a kettős identitások miatt a végösszeg nagyobb lehet 100%-nál). Vallásuk szerint 3,8% volt római katolikus, 54,4% református, 4,8% görög katolikus, 6% egyéb keresztény, 0,1% evangélikus, 0,1% ortodox, 14,6% felekezeten kívüli (16% nem válaszolt).

## Növénytermesztés
Az 1772. évi adatok szerint a lakosok búzát, gabonát, zabot, kendert. lencsét, borsót, kukoricát és dinnyét termeltek. A legtöbbet gabonából termeltek, búzából, kukoricából kevesebbet. Kenyeret nem csak búzából, hanem kukoricából is sütöttek. Kenyérsütéshez használták a komlót is, mely a gazon is megtermett. Kölest ritkán és keveset termeltek. A kender ekkortájt igen nagy érték volt, még kalácsot is adtak érte. Volt a községnek egy szárazmalma is. Dohányt szintén termesztettek, lencsét csak saját szükségletre, dinnyét eladásra is. Többen méhet is tartottak.
Annak ellenére, hogy e helység területének nagy részét víz borította, nádas nemigen létezett. Alig lehetett látni egy-két nádfedeles házat. A legtöbb házat sással fedték be, amelyet tavasszal megetettek az állatokkal, de gyékényes és szalmafedeles házak is előfordultak.

## Halászat, állattenyésztés
A halászat nem volt a fő megélhetési forrás, a lakosság általában a maguk szükségére halászott, néhány család eladásra is. Azért volt olyan, aki meggazdagodott belőle.
Legfőbb foglalkozás az állattartás volt, melynek nagy része disznó, (kedvelték a mangalicát is), ezenkívül tehén és ló volt juhot is tartottak. A lakosság a juhnyíráshoz jobban értett, mint a szántáshoz. Tavasztól az első hó leeséséig kint tartották az állatokat a legelőn. Ott fejték a teheneket is. 1720-ban a községnek 22 db marhát eltartó legelője volt, de közlegelő 1851 óta van. A gazdasszonyok a szénégetőre jártak fejni. A disznót tavasszal kiengedték a sásba, tófenekekre, és otthagyták, csak ősszel jöttek vissza fiastól. Évenként kétszer is fialtak.

## Természeti környezete
A határ nagy részét erdő borította, délkeleten, délen és nyugaton. Tuzsér földrajzi nevei közül 11 tanúskodik arról, hogy a határ 22 holdnyi területét tölgy, nyár, éger, szil, hárs és mocsári tölgyfákból álló erdőségek borították. 100 évesnél öregebb vadkörtefák is voltak. Előfordult olyan vastag nyárfa is, amelyet három ember sem ért körül. Később ezen erdőségek nagy része elpusztult, vagy kiirtották, helyüket beszántották. Ahonnan levezették a vizet, kaszáló lett.
Egyre több szárazföldet nyertek, de csak 1894-ben lehetett először földet venni vagy bérelni. Akkor 600 holdat vettek meg, majd később 1903-ban 500 holdat. Azóta vannak itt gazdák. Így fejlődött a tuzséri nép földművelővé.

### Tuzsér és a Tisza kapcsolata

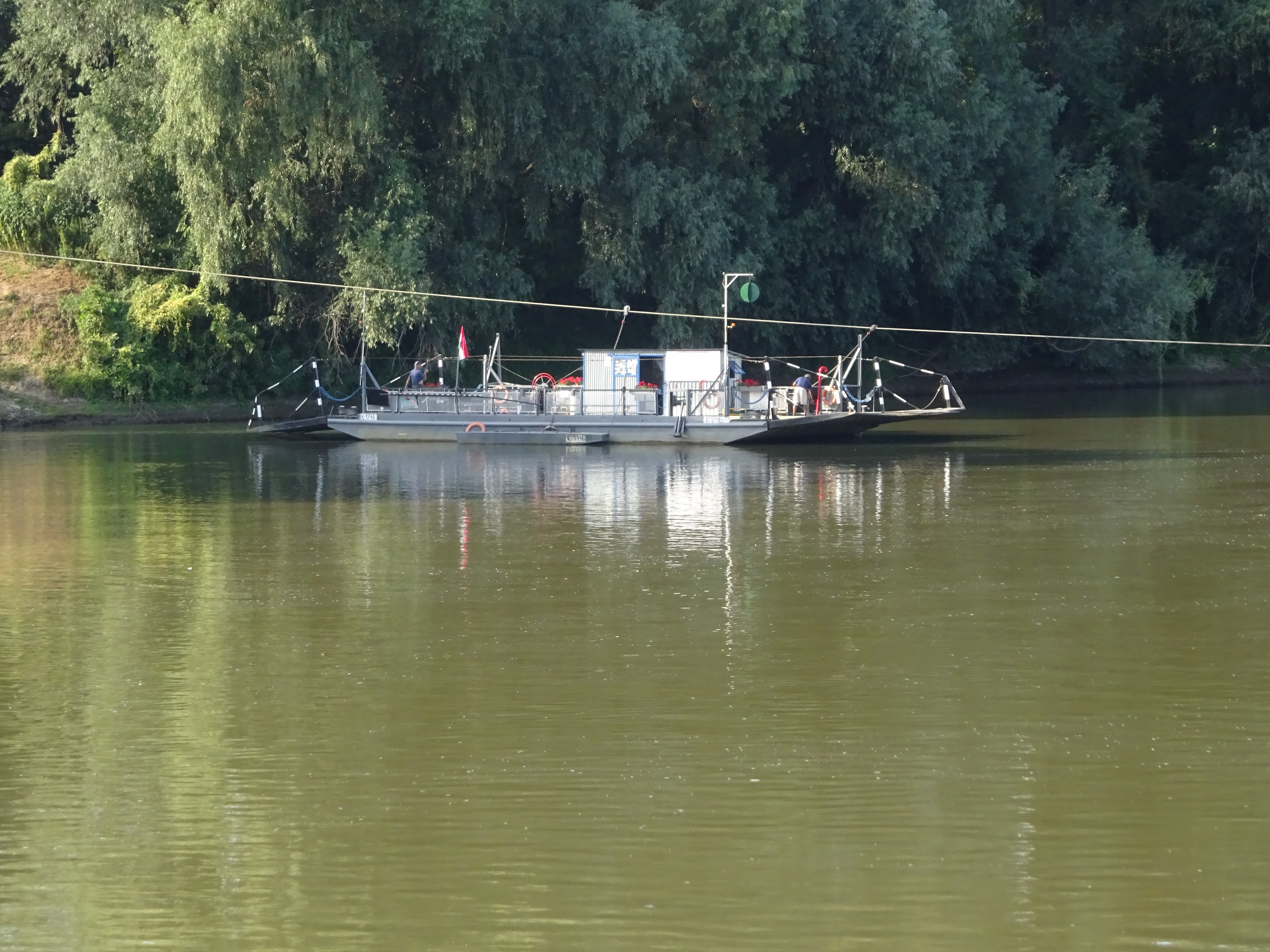
A komp a Tiszán

Tuzsér és a Tisza, mint falu és folyó mindig szoros kapcsolatban állt egymással, hiszen a folyó jelentősen befolyásolta az emberek életét. A Tisza volt előbb, aztán Tuzsér, de a kapcsolat évszázadok óta élő.
A honfoglalás korában gyepűvédő-átkelő szerepköre volt ennek a vidéknek, ez biztosította a népesedést, a településsé válást. Később ez a gyepűvédő szerep megszűnt, de eredeti funkcióját, átkelőhely voltát mindmáig megőrizte. Az 1438-as, 1461-es adatok is erről tanúskodnak, miszerint rév és hídvám joga volt a községnek. A Tisza-könyök területének nagy részét hajdanában állóvizek, mocsarak, tölgyerdők és nyírfában gazdag erdőségek borították. A letelepedésre alkalmas területek csak a dombhátak voltak, hiszen az összefüggő mocsaras részeken olyan magasan állott a víz, hogy csak bödön hajókkal lehetett közlekedni. A Tisza szabályozásáig Tuzsér is árvízjárta, lápos, zsombékos, mocsaras vidék volt. A hosszú öregkort megélt emberek még úgy tudták, hogy Tuzsér régi fatemploma a Tiszánál volt és a Tisza áradásai miatt épült a mai helyére.
A lakosok élete alkalmazkodott a zabolázatlan Tiszához: maguk készítették csónakjaikat, a gazdák azon jártak a földekre, azon hozták a bábát is. A legények is csónakon jártak estézni, sőt még a templomba is tutajon mentek a hívek.
Halászattal is foglalkoznak az emberek, még ha nem is ez volt a fő megélhetési forrás. Azonban nem a Tiszából halásztak, mert erre nem volt szükség. Az árvizek magukkal sodorták a halakat (csuka, ponty, kárász, cigány -, tathal), s az elárasztott területekről ezeket varsával, szákkal, tapogatóval és horoggal, vagy ahogy helyiek mondták: pecegtetéssel fogták ki. Az árvíz megtermékenyítette a kaszálókat is.
A Tiszán sót, ölfát és deszkát is szállítottak, így lett a tiszai só és fakereskedés egyik állomása településünk.
Tuzsér és a Tisza összetartozását a régi pecsétek is híven tükrözték. Három pecsétlenyomat maradt fenn, hogy az utókornak is bizonyítsák községünk e térségben betöltött funkcióját. Az 1827-es pecsét körirata:
THUSIR:HELSEGE:PETSETJE:1827: A zárt pecsétmezőben három pilléren álló fahíd, kétpillérű korláttal, feljáróval. A híd közepén férfialak támaszkodik.
1875-ből való a második pecsét Körirata: THUSZÉR KÖZSÉG PECSÉTJE 1875 A köriratban az évszám után hatágú csillag, mellette két oldalon egy-egy kifelé fekvő tulipán. A zárt pecsétmezőben három pilléren álló, bal oldalán feljáróval ellátott fahíd, melynek közepén egy ember áll.
A harmadik pecsét évszáma hiányos. Körirata: THUZSÉR KÖZSÉG PECSÉTJE 1.7. Az évszám után körből kiinduló két kifelé néző tulipán. A kettős körrel zárt pecsétmezőben három lábon álló, bal oldalán feljáróval épített fahídon emberalak.

### A révész családnév és ragadványnevei
Ha Tuzsér község jellegzetes vonásai közé tartozik a Révész családnév is: 3514 lakosából 488 fő viseli ezt a vezetéknevet, a 488 főbe nem tartoznak bele a férjezett asszonyok, akik leánykori nevüket elhagyva férjük nevét vették föl. Honnan ered ez a név és hogyan szaporodott el ilyen nagy számban? Mindezekről csak részleges információink, feltételezéseink vannak. Eredetéről nem szólnak dokumentumok. Elbeszélések szerint a Révész név a foglalkozásra utal, a Tiszán révészkedtek az ősök.

### A település jellege népi építészet
Eredetileg egyutcás, szalagtelkes Tisza menti kisközség az Észak-Nyírségben. Régebben tiszai átkelőhely volt. Fő utcája a Kossuth út É-D irányú, melynek északi részét Tiszavégnek, déli részét Hídvégnek nevezik. A falu K-i oldalán alakult ki az Újfalu.lA lakóházak hosszanti irányban, szalagszerűen vagy egymással szemben helyezkednek el. A szalagtelkes elnevezés azért találó, mert a házak szalagszerűen kapcsolódnak egymáshoz, egy épületen belül két lakóházat építettek ki. Ilyen szalagportákat ma is láthatunk a Kossuth utcán. A házak kontyolt nyeregtetősek, kakasülős-szarufás szerkezetűek, melyeket zsúppal vagy náddal fedték. Falaikat sárból építették, úgynevezett pacsitfallal építették, vályogot csak a századforduló óta használtak. A falakat kívül-belül fehérre meszelték. A nép lakóházak általában oldaltornácosak voltak, deszkamellvéddel ellátva. Kétféle kemencét és építettek: A csonka kúpszerű kemencéket a szobákba, melyeket korábban a szabadkéményes konyhából fűtötték. A konyhakemence szögletes volt.
Gazdasági épületeket is találunk a korbeli falusi portákon. Az istálló szintén karóvázas sárfalú vagy vályogfalú nyeregtetős, de cseréppel fedett épület. Kamra és nyitott kocsiszín is tartozott hozzá. A tetőszerkezetből az udvari homlokzaton padlásfeljáró (gádor) emelkedett ki, itt hányták föl a szenet. A csűrök az udvarok végén helyezkedtek el keresztben, melyek a szűkebb portákat teljesen be is zárták. A csűrön keresztül lehetett közlekedni a kertbe.
A Kossuth utca régi lakóházai műemlék jellegűek. Még az 1960-as-70-és években is jellemző volt, hogy egy udvaron 2-3 család lakott együtt, akik általában rokonai voltak egymásnak. Az emberek jobban összetartottak, jobban segítették egymást. Az idős nagyszülőknek nagy tekintélyük volt, ők tartották egybe a családokat. Az egyik tuzséri családról hallottam, hogy ott az idős nagymama volt az összetartó erő. Egy udvaron lakott két fiával, akiknek már szintén voltak gyerekeik. Az egyik fiú az első házban, a másik a hátsó házban lakott. A nagymama kezében volt az összcsaládi vagyon, a gazdaság. Nem osztotta fel fiai között a földet. Együtt éltek, együtt gazdálkodtak, s közben már az unokáikat is férjhez adták. A két fiatalasszonynak egyszerre született gyermeke. Mindig megosztották: ki megy a mezőre dolgozni, s ki marad otthon. Aki otthon maradt, az segített a nagymamának a főzésben, s szoptatta a két gyermeket. A nagymama nagy időt élt meg, de végig kivette a részét a munkából. Nyáron felültették a szekérre, s egy kunyhóban kivitték a földekre dinnyét őrizni.
Jól megfértek együtt, szerették egymást. Nem volt azonban az együttélés mindig zökkenőmentes. Nem minden család volt ilyen összetartó. Előfordult, hogy egy apró dolog miatt hónapokig haragudtak egymásra. Aztán csak megbékültek. Egy udvaron kellett eltartani a háziállatokat, s az udvaron csak egyetlen kút volt, amit közösen használtak. A sok marhának, lónak, sertésnek nem volt elegendő a víz, a szomszédból kellett hordani dézsával.

## Nevezetességei
- Lónyay-kastély

A település legjelentősebb nevezetessége a Lónyay családtól megörökölt Lónyay-kastély. A műemléki együttes fő eleme az 1787-ben, copf stílusban épült földszintes kastélyépület, melyet később Ybl Miklós tervei alapján bővítettek ki. A kastélyhoz két oldalépület és két kapuépület is tartozik. A hat helyiségből álló épületben gyönyörű falfestmények maradtak fenn. Az együtteshez egykor kisebb franciakert és azt körülvevő Tisza-menti angolkert csatlakozott. A kastélykertben, az egykori Kápolna-domb helyén található a család sírkertje.
- Kastélypark

Az egykor tíz holdnyi park öreg fái közül mára már csak a vadgesztenye, hárs, platán, bükk és kocsányos tölgyfák és egy termetes méretű tulipánfa maradt meg. Említést érdemelnek még itt a kőrisek, szivarfák és a juharfélék több fajtája is: ezüst-, hegyi- és mezei juharok is.
- Tuzséri földvár
- Tuzséri tarsolylemez

## Érdekességek
- Bodzsár Márk 2019-ben bemutatott Drakulics elvtárs című játékfilmjében a címszereplő [polgári nevén Fábián Béla] „Tuzséron született, 1910-ben, munkás-paraszt családban”.

## Képgaléria

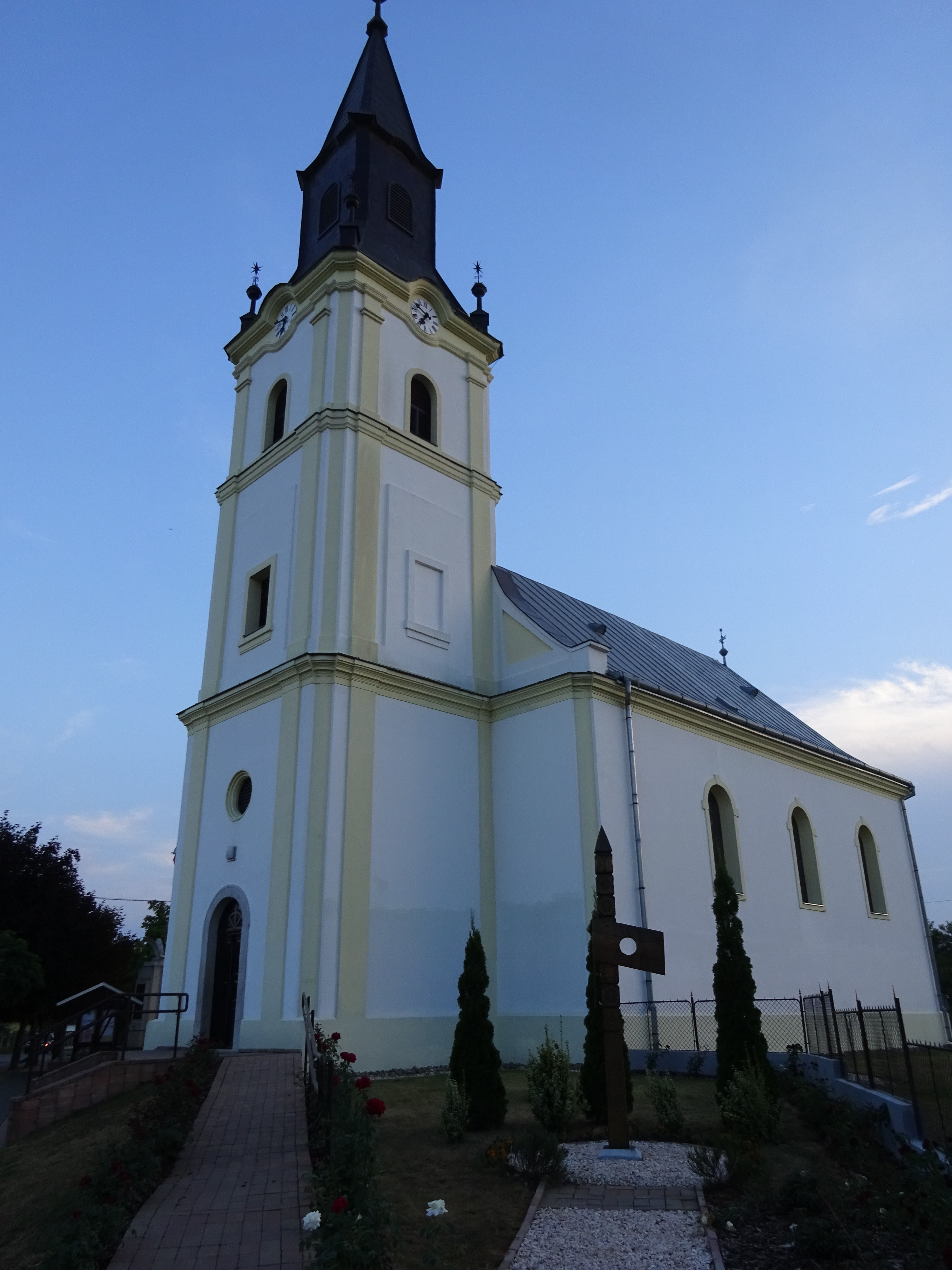
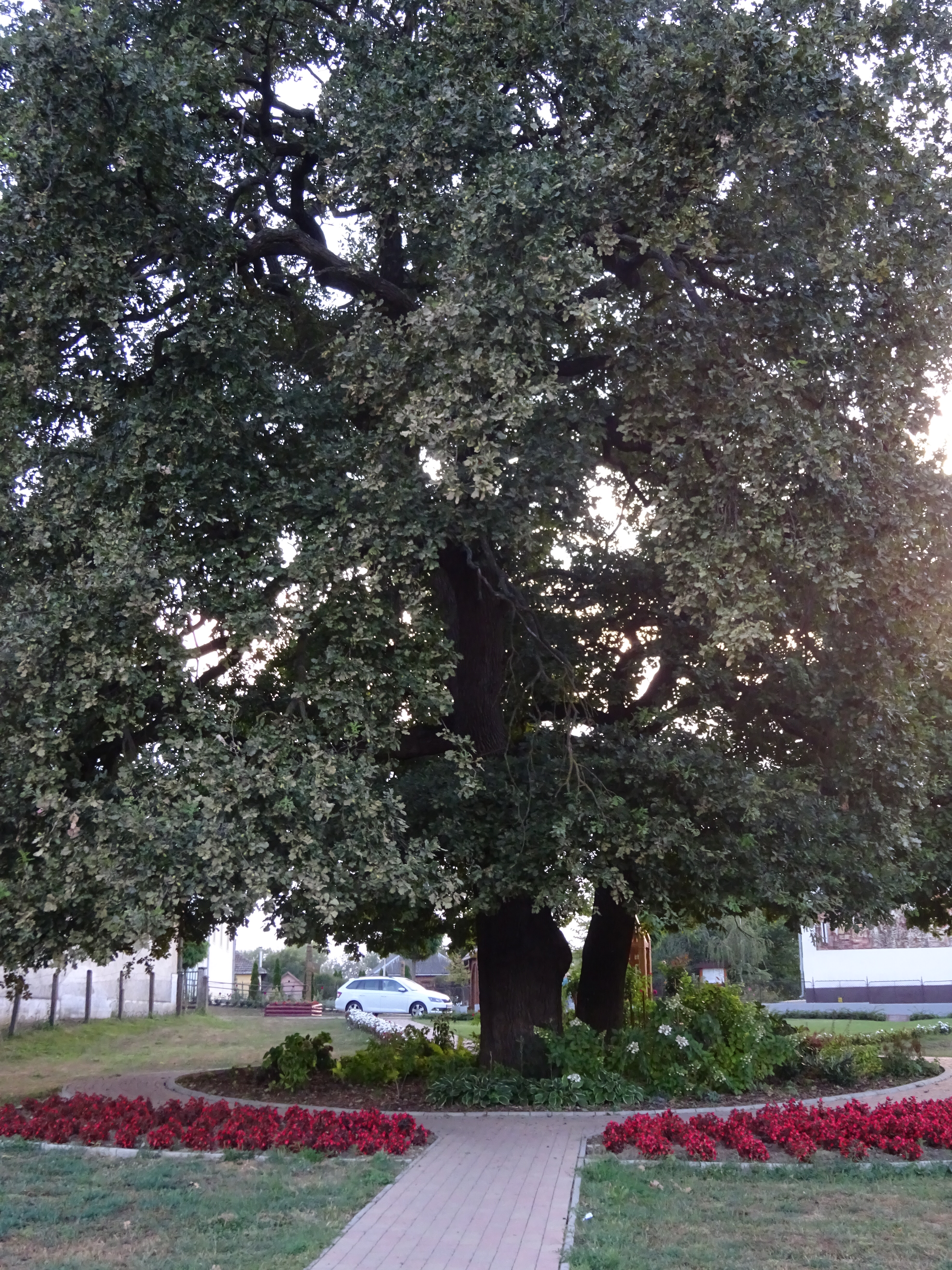

## Tuzséron működő cégek és vállalkozások
[forrás?]
- TAURUS
- ERDÉRT
- AGROCHIMTRANSPACK
- MÁV
- RESILUX
- VAKERT LOGISTIC KFT.
- RÉVÉSZ EU bontó